# Editorial Complot
Complot fue una editorial española, fundada y dirigida por Joan Navarro entre 1984 y 1991, dedicada fundamentalmente a la edición de cómic español contemporáneo.

## Trayectoria
Tras el cierre de Cairo en octubre de 1984, Joan Navarro se puso a trabajar en la creación de una nueva editorial, que acogiera a los autores que trabajaban en la revista anterior.
Ya en diciembre de ese mismo año, vio la luz la colección "Misión imposible", que recopilaba series previamente aparecidas en revistas en forma de álbumes monográficos. En abril de 1985, editó en catalán El cementerio de los elefantes de Yves Chaland.
Con la intención de ajustar el tiraje de la revista "Complot!" a las ventas iniciales, se lanzó un número 0 el 29 de mayo de 1985, aprovechando la inminente celebración del quinto Salón del cómic de Barcelona. Este número piloto se articulaba a modo de una antología de trailers cinematográficos, ofreciendo un avance de las historietas que contendría el primer número. Durante el salón se editaron también dos nuevos títulos de la colección "Misión Imposible": El ángel caído de Daniel Torres y Futurama de Micharmut. Tal colección fue galardonada entonces.
El primer número (y último) de la revista apareció en septiembre, con el siguiente contenido:
| Números | Título                       | Autoría               | Notas                       |
| ------- | ---------------------------- | --------------------- | --------------------------- |
| 0, 1    | Mujeres Fatales              | Mique Beltrán/Max     | Pasó a "L'Écho des savanes" |
|         | Los fabricantes de estrellas | Ramón de España/Roger | Pasó a "TBO" en 1986.       |

Joan Navarro siguió editando álbumes dentro de la colección "Misión Imposible" y ya en 1990 inauguró la colección Exploración, dedicada a álbumes en color de autores españoles, con Mi cabeza bajo el mar de Pere Joan.

## Listado de álbumes de la colección Misión imposible

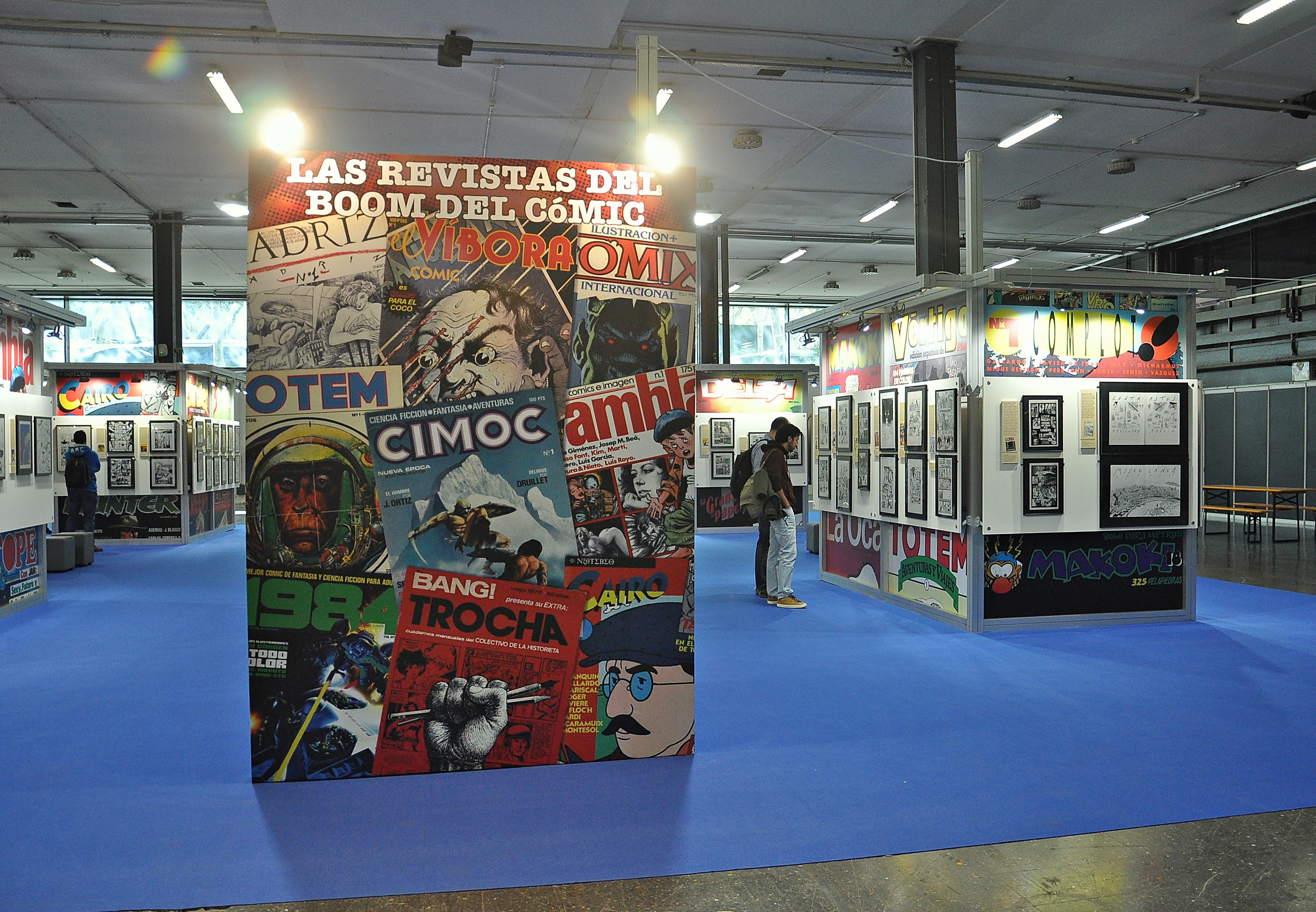
Imágenes de portadas de revistas de historieta en la edición del 2018 del Salón de Barcelona. En el lado de la derecha, puede verse el rótulo de Complot en otro elemento del salón.

| Número | Título                                              | Autoría               | Fecha   |
| ------ | --------------------------------------------------- | --------------------- | ------- |
| 1      | Pepito Magefesa y otras historias                   | Miguel Gallardo       | 12/1984 |
| 2      | La pirámide de cristal. Una aventura de Cleopatra   | Mique Beltrán         |         |
| 3      | Futurama. La máscara de goma                        | Micharmut             |         |
| 4      | El ángel caído                                      | Daniel Torres         |         |
| 5      | Destino Gris                                        | Montesol & Roger      |         |
| 6      | La muerte húmeda                                    | Max                   |         |
| 7      | Historias de garriris. Lucas, Fermín y Piker        | Mariscal              |         |
| 8      | La lluvia blanca                                    | Pere Joan             |         |
| 9      | Livingstone contra Fumake                           | Keko y Mique Beltrán  |         |
| 10     | Pasaporte para Hong-Kong. Una aventura de Cleopatra | Mique Beltrán         |         |
| 11     | Surfin' U.S.A.                                      | Jordi Gual            |         |
| 12     | Absurdus delirium                                   | Tha y T.P. Bigart     |         |
| 13     | Vidas ejemplares. Las guerras domésticas            | Montesol              |         |
| 14     | A salto de mata. Las aventuras de Simón Feijoo      | Bartolomé Seguí       |         |
| 15     | Menudo viento                                       | Paco Mir              |         |
| 16     | Terrorista                                          | Martí                 |         |
| 17     | Opisso y Dora                                       | Montesol              |         |
| 18     | Museum                                              | Antoni Garcés         |         |
| 19     | Agorafobia                                          | Pasqual Ferry         |         |
| 20     | Modernas y profundas. 1980-1990                     | Guillem Cifré         |         |
| 21     | Cazando millonarios                                 | Sento                 |         |
| 22     | Raya                                                | micharmut             |         |
| 23     | Historias raras                                     | Montana               |         |
| 24     | Proyecto cíclope                                    | Miguel Calatayud      |         |
| 25     | Makoki                                              | Gallardo y Mediavilla |         |
| 26     | Moscas patinadoras. Más allá de Júpiter             | Jordi Saladrigas      | 01/1991 |